# Ardis I
Ardis I, detto anche Ardi (... – 759 a.C.), è stato il ventiduesimo re di Lidia, il diciannovesimo della dinastia eraclide.
Successore dello sconosciuto padre, regnò dal 795 a.C. al 759 a.C., anno della sua morte; gli succedette il figlio Aliatte I.
Come per il padre, non possediamo notizie su nessuno degli altri 16 predecessori di Ardis I.